# 교훈
교훈(敎訓)은 이야기 또는 사건에서 배울 수 있는 전달 메시지나 가르침이다. 교훈은 인생의 방식을 스스로 결정하기 위한 청자, 독자 또는 시청자들에게 기억에 남을 문장을 이야기한다.

## 종교와 교훈
우리에게 종교는 많은 삶의 교훈을 가르친다. 경전이나 종교적 인물의 언행 등, 윤리적 내용이 주로 교훈으로 나타난다. 하지만 윤리적인 내용과 거리가 먼, 종교적 교훈까지도 윤리적 교훈으로 오인하는 경우도 비일비재하므로 종교의 교리와 윤리적 내용을 혼동할 수 있어 주의가 필요하다.

## 애니메이션과 교훈
대부분의 애니메이션은 철학적 내용을 애니메이션 속에 삽입시켜 시청자들에게 교훈으로써 삶을 살아가는 방향을 간접적으로 제시한다.
각 장면의 캐릭터가 말하는 명대사, 즉 명언을 예로 들 수도 있다.

### 철학적 혹은 교훈적 애니메이션 종류

#### 일본
- 도라에몽, 신도라에몽 - 후지코 F 후지오
- 괴도키드 - 아오야마 고쇼
- 괴도조커 - 다카하시 히데야스
- 하이큐!! - 타케다 잇데츠
- 살육의 천사 -

#### 미국
- 스폰지밥 - 스티븐 힐렌버그

## 같이 보기
- 알레고리
- 윤리
- 철학
- 풍자